# Platoum
Platoum es un género de foraminífero bentónico considerado un sinónimo posterior de Lagynis de la familia Lagynidae, del suborden Allogromiina y del orden Allogromiida. Su especie tipo era Platoum parvum. Su rango cronoestratigráfico abarcaba el Holoceno.

## Clasificación
Platoum incluía a las siguientes especies:
- Platoum parvum
- Platoum repandum